# Бразильське повстання військово-морського флоту
Бразильське повстання військово-морського флоту (порт. Revolta da Armada) — повстання офіцерів військово-морського флоту Бразилії у початковому періоді Бразильської Старої республіки (вересень 1893 — квітень 1894 року), спричинене протистоянням військовій диктатурі президента Флоріану Пейшоту.

## Історія

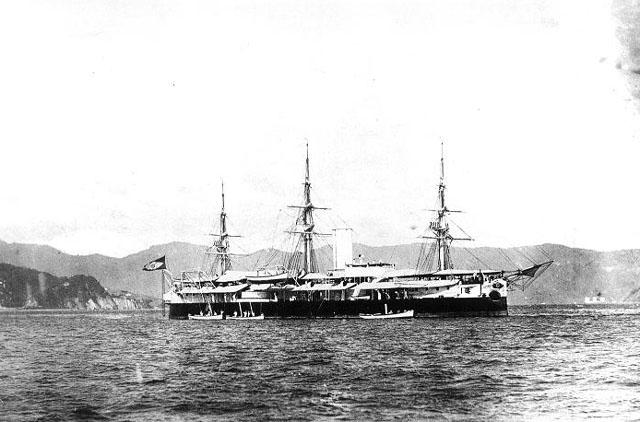
Броненосець «Аквідабан»

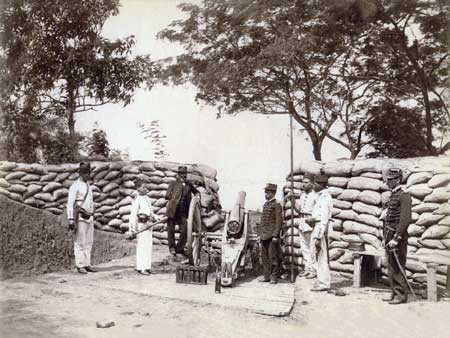
Фортифікаційні споруди бразильської армії (1894)

Після падіння імперії спокій в країніпродовжилась політична криза. Між армією, відданою президенту, маршалу Флоріану Пейшоту, та флотом, під командуванням адмірала Кастодіо да Мелло, відбувались конфлікти. 6 вересня 1893 року да Мелло оголосив президента зрадником конституції й підбурив повстання. До нього приєднались кораблі, які стояли в Ріо-де-Жанейро: єдиний сучасний корабель, броненосець «Аквідаба» (Aquidaban), старий монітор «Жаварі», річковий монітор «Алаґоас», крейсери «Републіка» й «Альміранче Тамандаре» із пошкодженою машиною, 3 великих міноносці й 4 малих, а також багато озброєних комерційних суден. Да Мелло сподівався, окрім того, сформувати на півдні країни сильне військо. У президента залишилось кілька кораблів, які не мали бойового значення, проте на його боці були сухопутні війська та берегові укріплення, а головне, він мав грошові кошти, яких не було у інсургентів. За значної довжини берегової лінії Бразилії й малого розвитку залізниці, головні шляхи сполучення (морські) перебували в руках інсургентів, і завдання президента полягало у створенні флоту, щоб заволодіти морем.
Перші тижні пройшли в безрезультатних перестрілках між суднами та фортами в Ріо-де-Жанейро. У ніч на 12 жовтня пароплав з інсургентами, що виходив з гавані, був обстріляний фортами та втратив багатьох людей. За кілька днів крейсер Republica протаранив пароплав із солдатами президента, при цьому загинуло до 500 чоловік. 22 листопада пострілами фортів був потоплений інсургентський міноносець, а старий броненосець Javary, розхитаний власними пострілами, перевернувся й затонув. Спроби да Мелло організувати на півдні війська не мали успіху, оскільки, хоч там і було багато інсургентів, але їхні предводителі сварились і суперничали одне з одним. Між тим засоби да Мелло танули, й у лютому почала відчуватись нестача запасів. За цей час Пейшоту встиг придбати невелику кількість суден. Він купив у США підводний канонерський човен Destroyer, озброєний 30-фунтовою міною, 2 швидкохідних парових баркаси та 5 міноносців виробництва Шихау; були озброєні 6 пароплавів та захоплений міноносець у 480 тонн, збудований Армстронгом, який ішов з Великої Британії до інсургентів.
10 березня кораблі президента з'явились поблизу гавані Ріо-де-Жанейро, маючи намір атакувати інсургентів. Да Мелло на броненосці «Аквідаба» з кількома озброєними пароплавами був на півдні, а адмірал Гама, який його заміщав, висадив команду на берег, а сам із більшістю офіцерів сховався на португальському крейсері, що стояв у гавані. Не знаючи про залишення кораблів інсургентами, сили президента обстріляли їх та, не отримавши відповіді, захопив їх усі. Отримавши відмову від португальського крейсера щодо видачі офіцерів, він припинив дипломатичні відносини з Португалією. Цей розрив, однак, подальших наслідків не мав.
Залишалось покінчити із ватажком повстання да Мелло. Для цього була відряджена вся флотилія на пошуки «Аквідаба»; броненосець було знайдено в бухті святої Катерини й потоплено 15 квітня двома мінами. За кілька днів до цього адмірал да Мелло, залишивши на Аквідабані 50—60 чоловік команди, з озброєними пароплавами пішов до Буенос-Айреса та здав кораблі аргентинському уряду, знайшовши там притулок як політичний біженець.
Після придушення окремих спалахів повстання на суші Пейшоту вдалось відновити спокій у країні.